# デュルナウ (ゲッピンゲン郡)
デュルナウ (ドイツ語: Dürnau) は、ドイツ連邦共和国バーデン＝ヴュルテンベルク州シュトゥットガルト行政管区のゲッピンゲン郡に属す町村（以下、本項では便宜上「町」と記述する）である。この町はレギオン・シュトゥットガルト（シュトゥットガルト地方、1992年まではネッカー川中流地域）およびシュトゥットガルト欧州大都市圏辺縁部に含まれる。

## 地理

### 位置
デュルナウは、シュヴェービシェ・アルプ辺縁部、郡庁所在地ゲッピンゲンの南約 10 km に位置している。最も高い場所は南部のグリュービンゲンとの町境、ケプフレとコルンベルクとの間 (548 m) である。最も低い場所は北部のハイニンゲンとの町境 (442 m) である。

### 隣接する市町村
この町は、北はゲッピンゲンおよびハイニンゲン、東はガンメルスハウゼン、南はグリュービンゲン、西はバート・ボルと境を接している。

### 自治体の構成
自治体デュルナウには、デュルナウ地区とエルミューレ集落、ヴィルヘルムスヘーエ集落が属す。

### 土地利用
| 用途                 | 面積 (ha) | 占有率 (%) |
| -------------------- | --------- | ---------- |
| 住宅地               | 34        | 6.4        |
| 商工業地             | 10        | 1.9        |
| レクリエーション用地 | 5         | 1.0        |
| その他市街地         | 20        | 3.7        |
| 交通用地             | 36        | 6.8        |
| 農業用地             | 293       | 54.5       |
| 森林                 | 132       | 24.6       |
| 水域                 | 4         | 0.7        |
| その他               | 3         | 0.6        |
| 合計                 | 537       | 100        |

2022年現在の州統計局のデータに基づく。

## 歴史

### 中世
デュルナウの成立は、9世紀から13世紀の比較的新しい時代であるとされる。この集落は1275年に Durnon という表記で liber decimationis に初めて記録されている。下級貴族家のデュルナー・フォン・デュルナウ家は13世紀から15世紀までおそらくミニステリアーレとしてアイヒェルベルク伯に仕えていた。デュルナウは1339年にヴュルテンベルク領となった。ウルリヒ伯は1479年にこの村をツィレンハルト家に売却した。

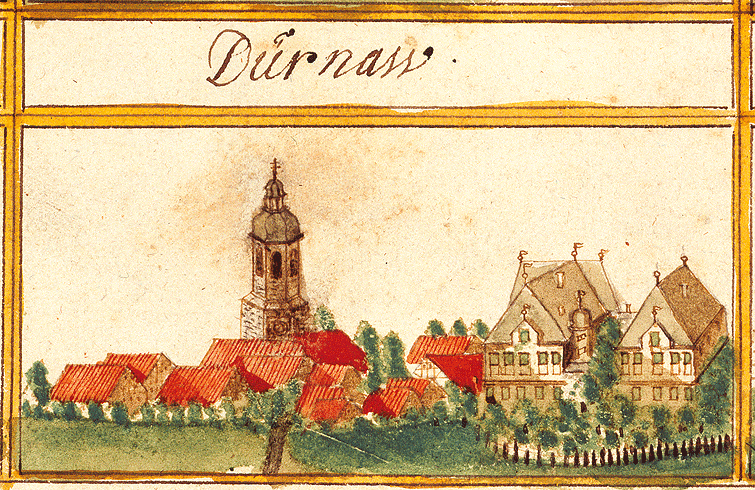
1683年にアンドレアス・キーザーの森林簿に描かれたデュルナウ

### 近世
1623年にツィレンハルト家の最後の当主が亡くなると、この村はデーゲンフェルト家の所有となった。1684年に村はバイエルン選帝侯に売却されたが、デーゲンフェルト家は、まず1711年に半分を、1771年に残りの半分を買い戻した。

### 19世紀から20世紀
陪臣化によりデュルナウは1806年にヴュルテンベルク王国領となり、オーバーアムト・ゲッピンゲンに編入された。1938年、ナチ時代のヴュルテンベルクの郡再編によりこの町はゲッピンゲン郡の所属となった。1945年から1952年までデュルナウは、アメリカ占領地区に創設されたヴュルテンベルク＝バーデン州に属した。この州は1952年にバーデン＝ヴュルテンベルク州に再編された。第二次世界大戦後の時代に多くの難民化した家族がボヘミアの森、とくにエレオノーレンハインから流入した。彼らはグラール・ガラス工場で労働者として働いた。こうした事情もあり、現在でもこの町にはボヘミアの森の伝統を守る伝統衣装グループが存在する。また、1961年以降はポルトガルからのガストアルバイターがデュルナウのグラール・ガラス工場へ働きに来て、その子孫が現在もデュルナウに住んでいる。このためデュルナウにはポルトガル文化センターを運営する団体がある。

### 地名
地名の由来は明かではない。おそらくこの地名は、現在の町域に存在した中世の監視塔の名前に由来すると考えられる。

## 住民

### 宗教
宗教改革以後デュルナウには福音主義が根付いている。1963年からはこの町にローマ＝カトリック教会が復興された（聖ミヒャエル教会）。この教会はバート・ボル教会組織に属している。それ以前のこの町のカトリック信者は、福音主義教会の中で礼拝を行っていた。

### 人口推移
出典: 1970年以降のデータはバーデン＝ヴュルテンベルク州統計局のデータによる。
| 時期           | 人口（人） |
| -------------- | ---------- |
| 1837年         | 0668       |
| 1907年         | 0508       |
| 1939年05月17日 | 0458       |
| 1950年09月13日 | 0801       |
| 1970年05月27日 | 1514       |
| 1983年12月31日 | 1520       |
| 1987年05月25日 | 1525       |
| 1991年12月31日 | 1585       |
| 1995年12月31日 | 1875       |
| 2000年12月31日 | 2033       |
| 2005年12月31日 | 2092       |
| 2010年12月31日 | 2083       |
| 2015年12月31日 | 2066       |
| 2020年12月31日 | 2200       |

## 行政

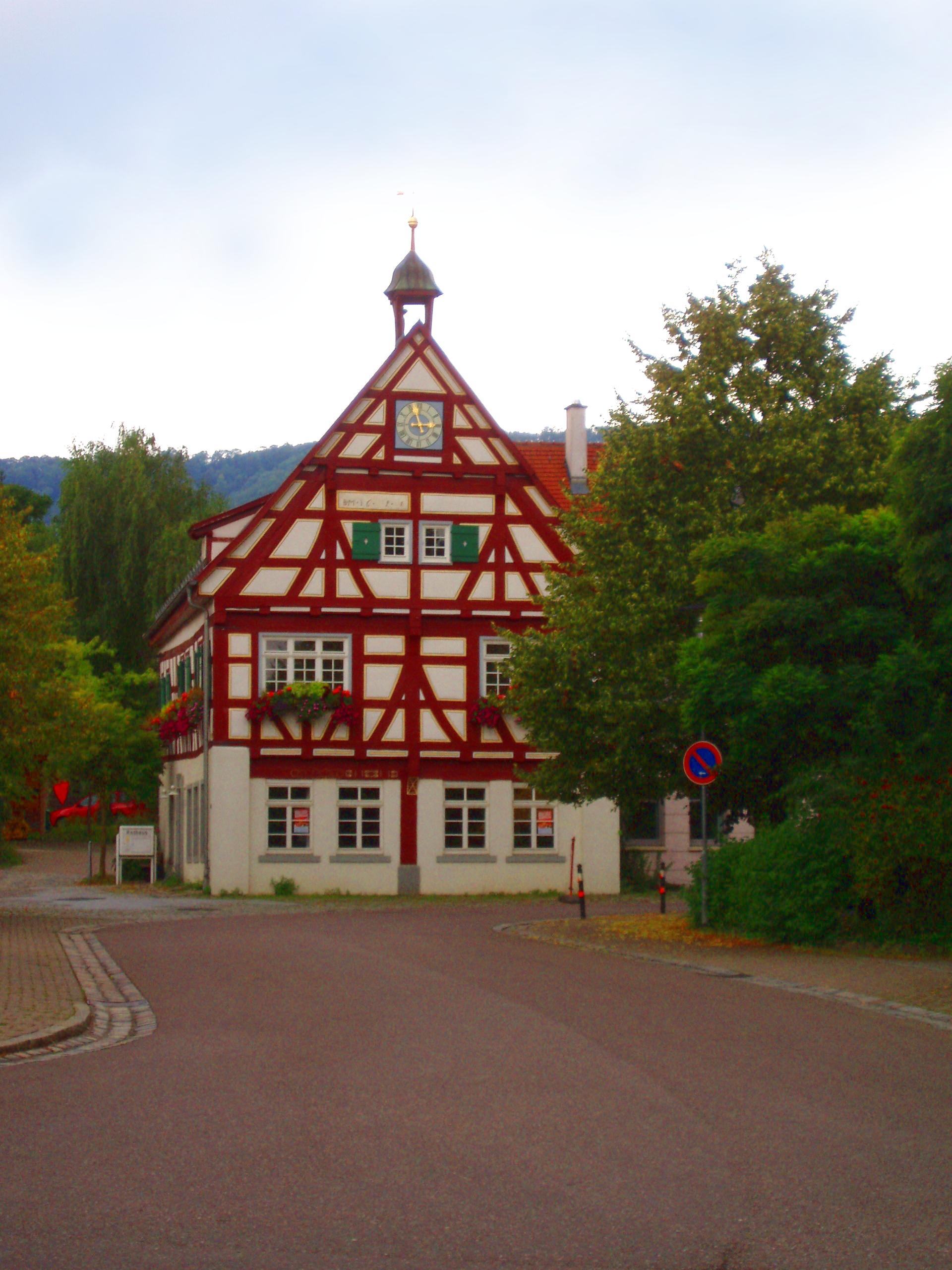
デュルナウの町役場

幟旗

### 行政連合
デュルナウは、1970年からラウム・バート・ボル自治体合成連合に属している。

### 首長
1986年から2016年までフリードリヒ・ブーフマイアー（無所属）が町長を務めていた。2016年からはマルクス・ヴァーグナー（無所属）が町長を務めている。彼は2016年6月の町長選挙第1回投票で 80.7 % の支持票を獲得して町長に選出された。

### 議会
デュルナウの町議会は10議席からなる。町議会はこれらの選出された名誉職の議員と議長を務める町長で構成される。町長は町議会において投票権を有している。

### 紋章
図柄: 銀地に金色のストラップがついた黒い角笛。
この紋章は地元貴族デュルナウ家の紋章に由来し、1923年に採用された。黒 - 白の旗の配色は1959年2月18日に内務省の認可を得た。

## 経済と社会資本

### 教育
デュルナウには、ガンメルスハウゼンと共同の基礎課程学校1校と共同のこども園が1園ある。学校の校舎は1953年から1955年に、最初の幼稚園は1970年から1971年に建設された。1990年から1992年に校舎は拡張された。共同学校が開校する以前は、シュール通りとハウプト通りの角にデュルナウアー・シューレがあった。1995年に既にあった幼稚園の隣に新しい幼稚園が建設された。新しい幼稚園は「レーゲンボーゲン」（直訳: 虹）と名付けられ、古くからの幼稚園は「ザウゼヴィント」（直訳: 元気な子供）と改名された。2013年に託児所の建物が増築され、これによって2つの幼稚園の建物がつながった。そして幼稚園自体も合併した。新しいこども園は「ハウス・デア・クライネン・フューセ」（直訳: 小さな足の家）と名付けられた。

### レジャー施設とスポーツ施設
デュルナウには2つのスポーツ広場、2つのテニスコート、1つのバスケットボールコート、1つのスケートパーク、1つのアンツーカー広場がある。2019年までは小さな子供のためのユーゲントハウス JUKA があったが、需要が少なくなり閉鎖された。デュルナウにはこの他に、ステージが使用でき、文化イベントにも利用される体育館「コルンベルクハレ」がある。コルンベルクハレは1963年から1966年に建設された。コルンベルクハレの下層階には体操室や学習用水泳プールがあり、個人向けにも開放されている。体育館とプールは2001年に改修された。デュルナウ＝ガンメルスハウゼン福音主義の集会所は小規模なイベント会場としても利用されている。

### 遊歩道と自転車道
デュルナウは、ドイツで最も人気の自転車道の1つでシュヴェービシェ・アルプの尾根沿いにトゥットリンゲンまでを結ぶ「アルプシュタイク」（シュヴェービシェ・アルプ＝ノルトラント＝ヴェークあるいはHW1とも呼ばれる）およびアーレン - トゥットリンゲン間を6つの区間で結ぶマウンテンバイクやグラーヴェルバイク向けの自転車道アルプ＝クロッシングの麓に位置している。

### 交通
デュルナウへは、郡道 (K 1446) 経由でガンメルスハウゼンやバート・ボルから行くことができる。デュルナウはハイニンゲンと野道で結ばれているが、この道は公共の交通機関は通行が禁止されている。アウトバーン A8号線のアイヒェルベルク・インターチェンジは約 7 km 離れている。デュルナウには、1989年に廃線となったフォアアルプ鉄道の停車駅があった。これ以後デュルナウは、バス路線のみによって、郡庁所在地ゲッピンゲンなどと結ばれている。1930年代にはグリュービンゲン近郊コルンベルクの旧採石場へ行く貨物運搬用ケーブルカーが存在していた。

### 企業
町の北東端に、多くの中小企業が立地する工業地区がある。ここにはかつてグラール＝ガラス工場もあった。グラールガラスの煙突は1990年に爆破された。デュルナウにはこの他に様々な手工業者やスーパーマーケット、パン屋がある。1990年代までハウプト通りの旧学校校舎に小さな郵便局があった。現在は城館の建物内の文房具屋に郵便窓口がある。

### 上水道
デュルナウには、自然な水源としては小さな川と昔の硫黄泉源があるだけである。このため町は、目的連合ウーインゲン水供給グループ経由で州の水供給団体に接続している。水は約 40 km 離れたドナウリート（ウルムとドナウヴェルトとの間の河川地域）から引かれている。

## 文化と見所

### 見所

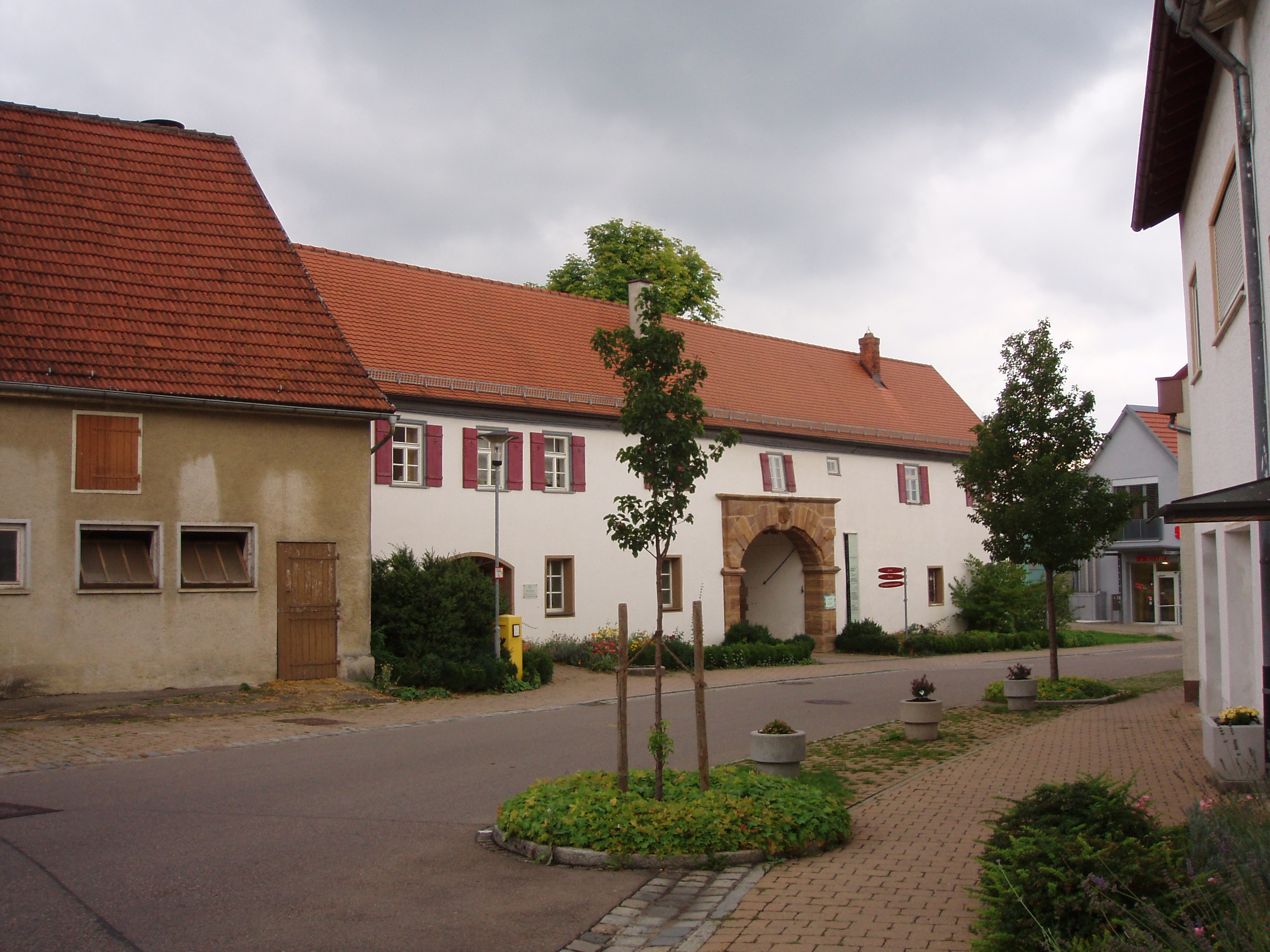
デュルナウ城の楼門。現在はガラス博物館が入居している。

修復された城館厩舎は、城の橋、水堀、地下倉庫（ワイン庫）とともに、12世紀に建設されたかつての水城デュルナウ城をしのばせる。
1275年に最初の記録が遺る聖キリアクス教会は、現在は福音主義ゲッピンゲン教会管区の教区教会となっている。1583年の教会増築で、北壁の入口に後期ゴシック様式の壁画（十戒、イエスの生涯のシーン）やツィレンハルト領主家の数多くの墓碑を持つ、後期マニエリスム建築となった。クリストフ・マルティン・フォン・デーゲンフェルトはここに埋葬されている。1681年から1964年までこの教会は Simultankirche（異なる宗派が共同で使用する教会）として利用された。教会の塔の先端にある三日月は教会において珍しい装飾ではなく、伝承とは異なりオスマン戦争の戦利品でもない。
町の南部に果樹園学習路とシュヴァーベン格言の道がある。
デュルナウは、1999年から2001年に開催された州のコンテスト「我らの村は美しくなる - 我らの村には未来がある」で、銀メダルを獲得した。

### 博物館
かつての城館の楼門に、現在ガラス博物館が入居しており、かつてこの町にあったグラールガラスのガラス工場の紆余曲折に満ちた歴史を紹介している。

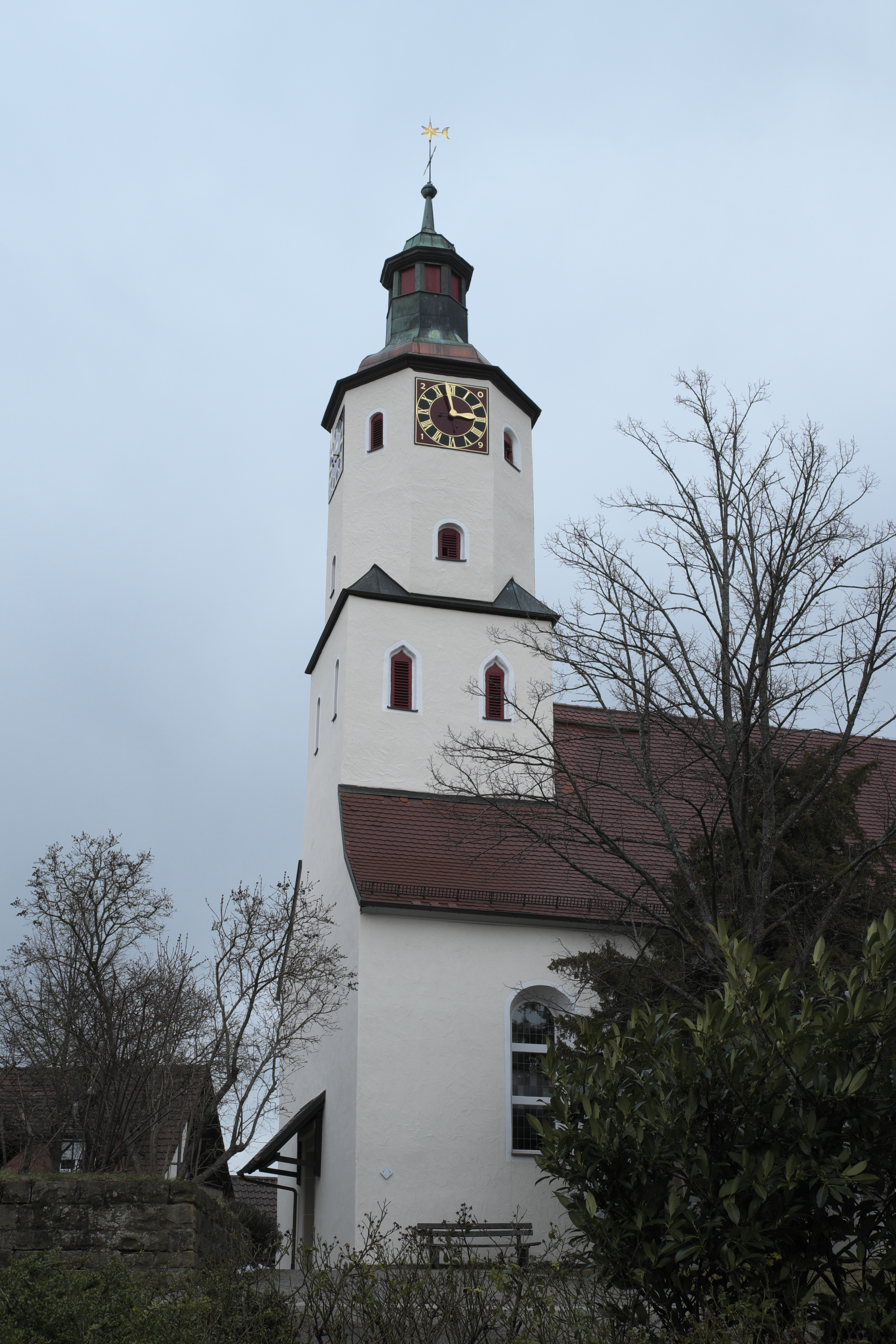
聖キリアクスおよび聖キリアン教会の塔
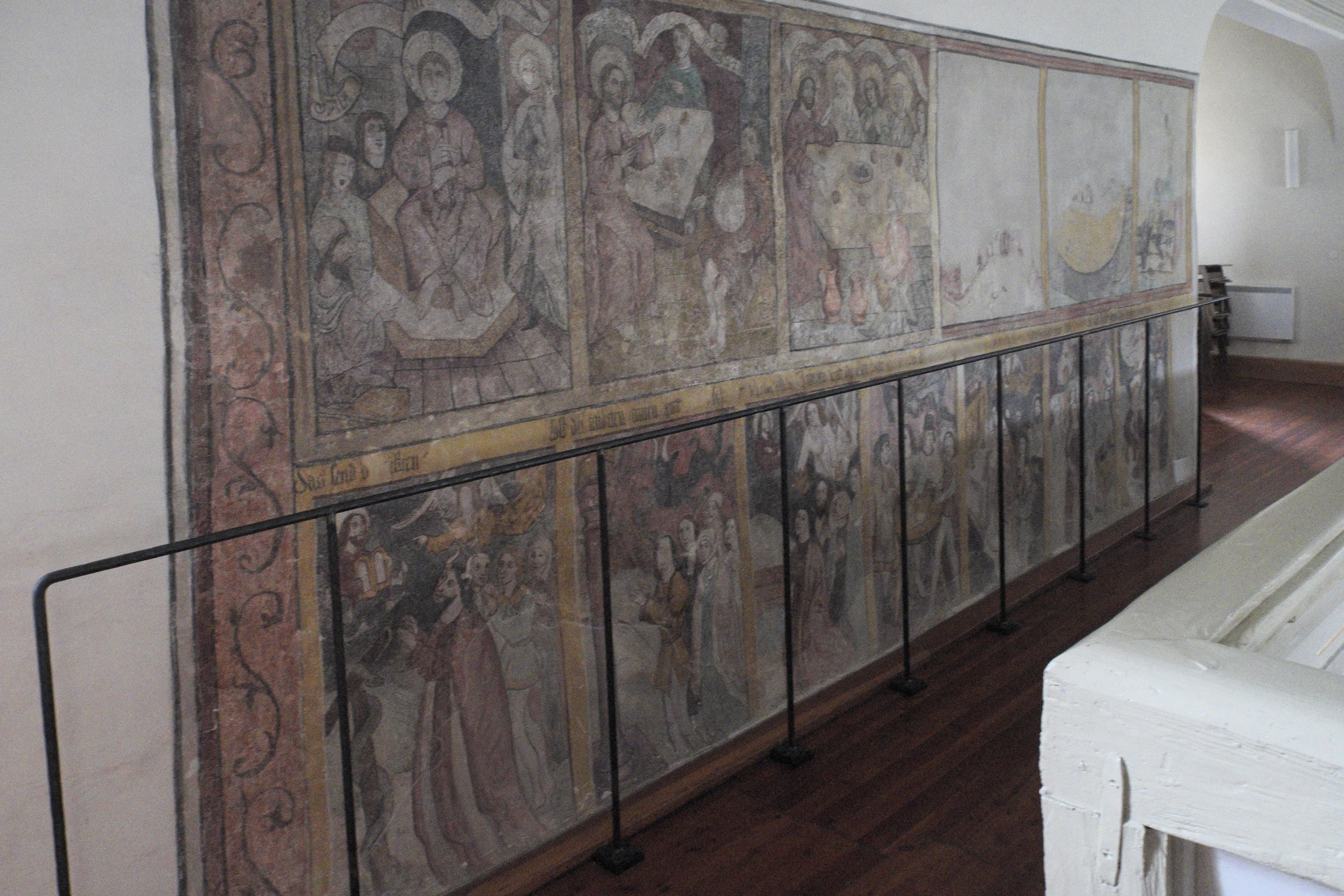
同教会の壁画
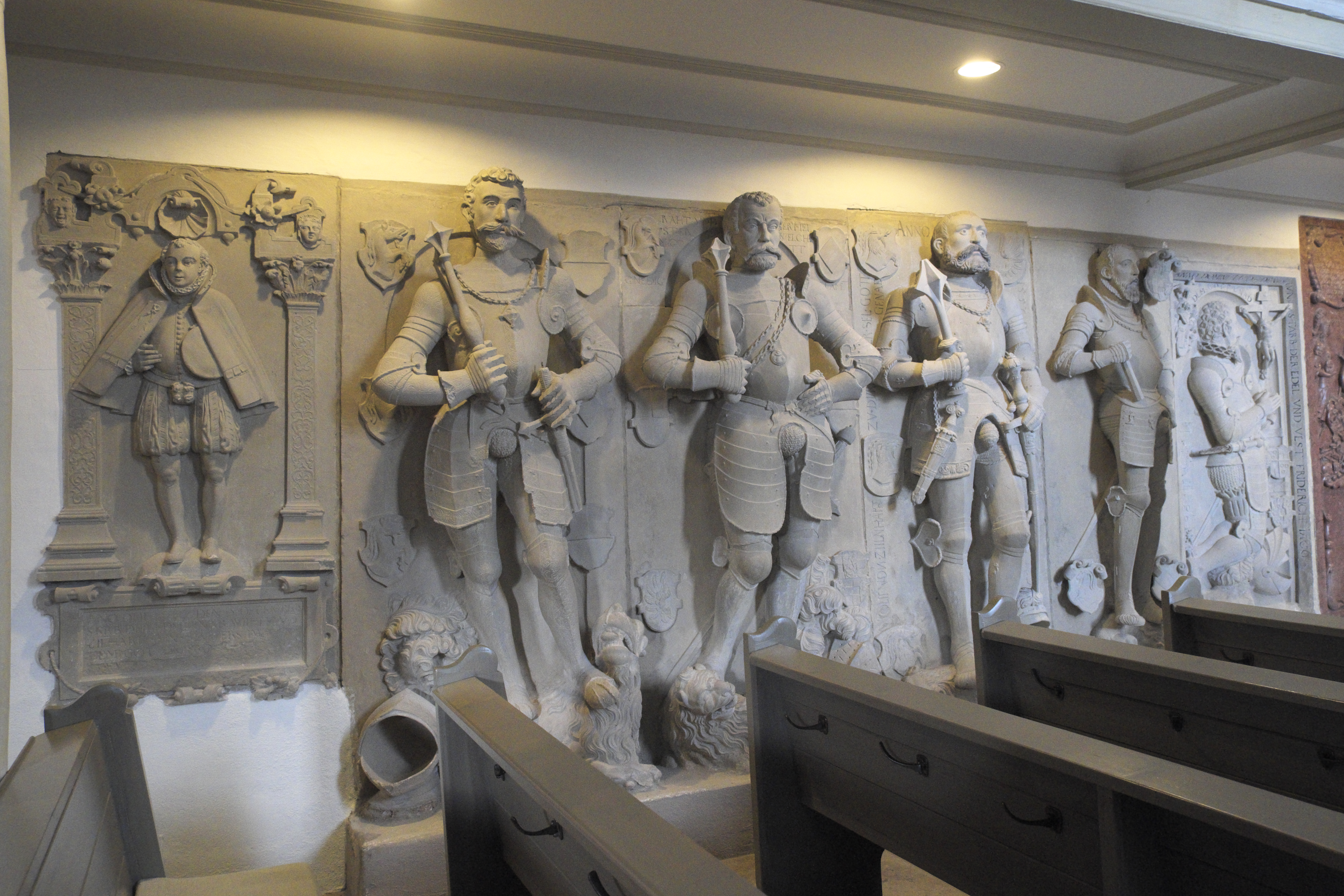
同教会の墓碑

## 関連図書
- Rudolf Moser, ed (1844). “Gemeinde Dürnau”. Beschreibung des Oberamts Göppingen. Die Württembergischen Oberamtsbeschreibungen 1824–1886. Band 20. Stuttgart / Tübingen: Cotta’sche Verlagsbuchhandlung. pp. 171–177
- Konrad Theiss (1978). Der Kreis Göppingen. Stuttgart: Konrad Theiss Verlag. ISBN 978-3-8062-0374-5
- “Eine zu Grunde gegangene Pfarrei, Dürnau, O.A. Göppingen”, Diöcesan-Archiv von Schwaben 12:  pp. 5–7, 9–11, 14–16, 17–19, 21–23, 25–27, 29–31, (1894)